# آتسوکو ایشیزوکا
آتسوکو ایشیزوکا (انگلیسی: Atsuko Ishizuka؛ زادهٔ ۳ سپتامبر ۱۹۸۱) کارگردان، پویانما، هنرمند استوری‌برد و فیلم‌نامه‌نویس ژاپنی است. او فعالیت در صنعت انیمیشن را از سال ۲۰۰۴ پس از پیوستن به استودیوی مدهاوس آغاز کرد.